# Bissey-la-Côte
Bissey-la-Côte é uma comuna francesa na região administrativa da Borgonha-Franco-Condado, no departamento de Côte-d'Or. Estende-se por uma área de 20,17 km². Em 2010 a comuna tinha 126 habitantes (densidade: 6,2 hab./km²).